# Rio Labriosca
O rio Labriosca ou rio Labriosque nasce em São João de Bastuço (concelho de Braga), num monte subjacente à serra de Airó. Um quilómetro após a nascente, entra no concelho de Braga, percorrendo as freguesias São Julião dos Passos, Sequeira e Cabreiros. Retorna ao concelho de Barcelos nas freguesias Martim e Pousa, onde desagua no rio Cávado.
Com uma latitude de 260 m é uma das referência do País.
O Labriosque nasce na serra de Airó, banha S. Julião de Paços, Martim e Pousa e desagua também no Cavado [1]. A sua nascente é em Santo Estêvão de Bastuço, acima da casa de Agrela num pequeno fio de água que se junta perto da igreja paroquial dessa freguesia. Entra na freguesia de S. Julião de Paços pelo lugar e Casa de Serra onde dá o nome a uma fábrica de serração e perto do Porto de Martim recebe dois afluentes; um vem dos lados de Sequeira, havendo aí quem diga que esse é que é o Labriosque e o outro desce do Monte das Caldas passando por Cabreiros.
Este rio divide a Pousa em todo o comprimento passando junto à Igreja, desaguando no Cávado, entre penedos, ajudando a dar o nome de Furada ao local.
Este Rio cuja água no Verão era tão disputada chegando a secar, no Inverno isolava os vários lugares da freguesia, antes de haver as modernas pontes e avenida da Igreja.
Engenhos de serrar, moinhos, azenhas, levadas para limar e regar as leiras de erva e de milho, motores e noras a refrescar hortas e quintais, no verão, a tudo dava vida. Nele o gado ia beber, a rapaziada dar banho e nas suas pedras se lavava a roupa.
Não é assim tão pequeno este Rio, pois por 1900 pensaram canalizá-lo desde a Igreja até à Penida com o fim de movimentar uma turbina na Central Eléctrica.